# جواز سفر كازاخستاني
يتم إصدار جوازات السفر الكازاخستانية لمواطني جمهورية كازاخستان لتسهيل السفر الدولي. داخل جمهورية كازاخستان يجب على المواطنين استخدام بطاقة الهوية المدنية والتي يمكن أن تستخدم أيضا للسفر إلى الاتحاد الروسي وقيرغيزستان وأذربيجان. بدأت وزارة العدل الكازاخستانية بإصدار جوازات السفر الإلكترونية في 5 يناير 2009.

## المظهر
تحتوي جوازات السفر الكازاخستانية على غلاف أزرق مزخرف مع الكلمات " ПАСПОРТ " (القازاقية) و"PASSPORT" ( لإنجليزية) في الجزء السفلي مع شعار جمهورية كازاخستان في منتصف الغلاف الأمامي. يحتوي جواز السفر على 30 صفحة. تحتوي الصفحة الأولى على الجملة التالية بلغتين:
Паспорт Қазақстан Республикасының меншiгi болып табылады, ал оның иесi Қазақстан Республикасының қорғауында болады – القازاقية (الأبجدية الكريلية)
Pasport Qazaqstan Respýblıkasynyń menshigi bolyp tabylady, al onyń ıesi Qazaqstan Respýblıkasynyń qorǵaýynda bolady – القازاقية (الأبجدية اللاتينية)
This passport is the property of the Republic of Kazakhstan and its owner is under protection of the Republic of Kazakhstan – الإنجليزية
جواز السفر هذا ملك لجمهورية كازاخستان ومالكه تحت حماية جمهورية كازاخستان - الترجمة العربية

## متطلبات التأشيرة

البلدان والأقاليم التي لا تفرض تأشيرة أو تطلب تأشيرة دخول عند الوصول للجهة، لحاملي جوازات السفر الكازاخستانية العادية.

اعتبارًا من 5 أكتوبر 2021 كان المواطنون الكازاخستانيون يتمتعون بدخول 74 دولة وإقليم بدون تأشيرة أو تأشيرة عند الوصول، مما جعل جواز السفر الكازاخستاني يحتل المرتبة 69 من حيث حرية السفر وفقًا مؤشر هينلي لجوازات السفر.

## المعرض

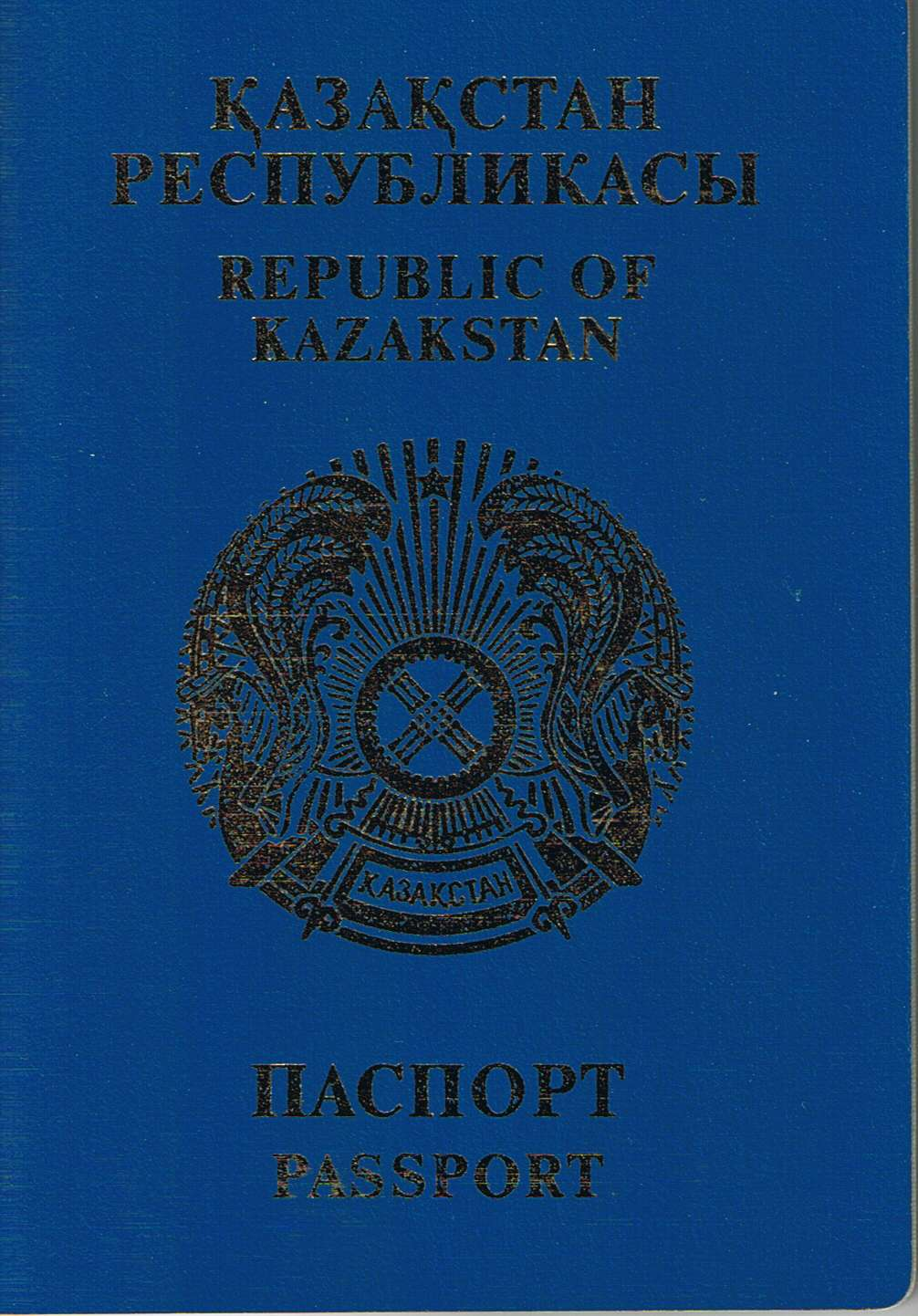
غلاف جواز السفر القديم (غير الإلكتروني).
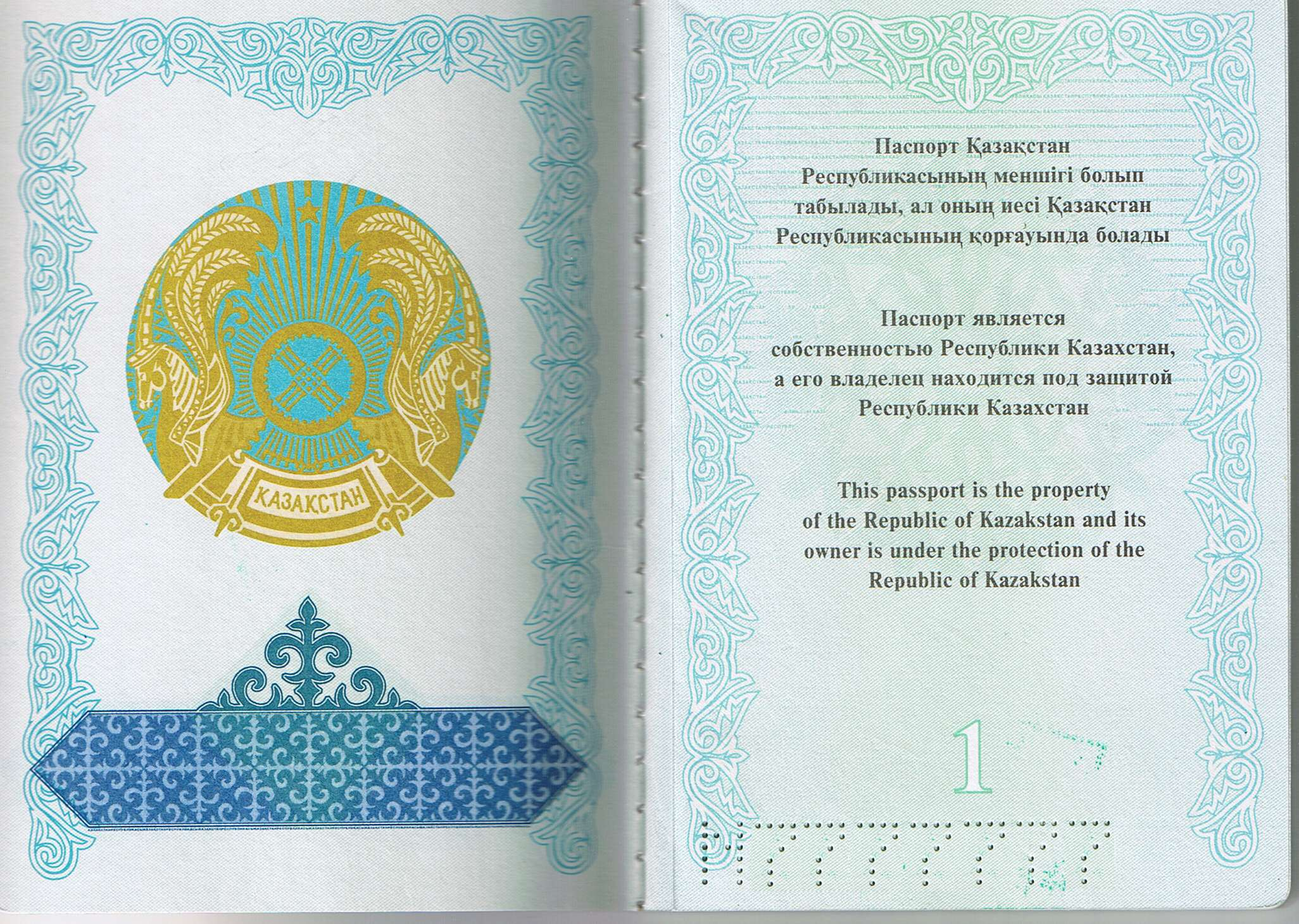
الصفحة الأولى من جواز السفر القديم (غير الإلكتروني).